# Still Standing (мініальбом)
Still Standing — мініальбом рок-гурту Yellowcard випущений в 2000 році, відразу після зміни вокалістів (Бена Добсона на Раяна Кі). Назва альбому говорить сама за себе «Все ще стоїмо» — навіть після зміни вокаліста гурт все ще продовжує існувати. Альбом записувався в тій же студії, що й Midget Tossing та Where We Stand.
До альбому увійшли 4 пісні: «Millenium Changed», «Radio Song Girl», «Drifting» та «Rock Star Land». Дві з цих пісень («Drifting» і «Rock Star Land»), після невеликої корекції, увійшли до списку пісень наступного альбому гурту, «One For The Kids», який гурт записав переїхавши до Каліфорнії.

## Треклист
1. «Rock Star Land» — 4:41
2. «Millennium Changed» — 3:45
3. «Radio Song Girl» — 4:12
4. «Drifting» — 3:29